# Esercito della Confederazione polacco-lituana
Le forze armate della Confederazione polacco-lituana si originarono dalla fusione degli eserciti del Regno di Polonia e del Granducato di Lituania in seguito all'Unione di Lublino del 1569, che porto all'unione dei due regni e alla formazione della Confederazione polacco-lituana, anche nota come Repubblica delle due nazioni. L'esercito era sotto comando dal grande atamano di Lituania. La formazione più singolare di questo esercito fu la cavalleria pesante degli ussari alati di Polonia. La Marina della Confederazione non ebbe mai un ruolo importante nelle forze armate e cessò di esistere durante la metà del XVII secolo.
Le forze della confederazione furono impegnate in numerosi conflitti nel sud (contro l'Impero ottomano), nell'est (contro il Granducato di Mosca che diverrà in seguito Impero russo) e nel nord (con il Regno di Svezia); così come in numerosi conflitti interni (in particolare, le numerose insurrezioni dei cosacchi). Per il primo secolo circa, l'esercito fu efficiente e ottenne vari successi, ma declinò a partire dalla metà del XVIII secolo. Afflitto dalla mancanza di fondi, si trovò sempre più impegnato a difendere il paese dalle minacce esterne e con un numero inferiore di uomini rispetto ai crescenti eserciti dei paesi vicini.
Dopo la fine dello stato, la tradizione militare polacca sarebbe stata ereditata dalle legioni polacche napoleoniche e dall'esercito del ducato di Varsavia.

## Origini
La repubblica delle due nazioni delle due corone nacque con l'Unione di Lublino del 1569 dal Regno di Polonia e dal Granducato di Lituania. Gli eserciti di questi due stati differivano nella propria organizzazione da quella comune nell'Europa occidentale, poiché secondo Bardach, le formazioni mercenarie (polacco: wojsko najemne), comuni in occidente, non guadagnarono mai popolarità in Polonia. Brzezinski, tuttavia, nota che i mercenari stranieri costituivano una parte significativa delle unità di fanteria d'élite, almeno fino all'inizio del XVII secolo. Nella Polonia del XV secolo, diverse altre formazioni costituivano il nucleo dell'esercito. Era presente un piccolo esercito permanente, l'obrona potoczna ("difesa continua") di circa 1 500–3 000 uomini, pagato dal re e principalmente di stanza nei confini meridionali e orientali. L'obrona fu in seguito integrato con due formazioni mobilitate in caso di guerra: la pospolite ruszenie (leva in massa e con la coscrizione dei cavalieri e proprietari terrieri per lo più nobili) e il wojsko zaciężne, reclutato dai comandanti polacchi per la guerra (differiva dalle formazioni mercenarie occidentali in quanto era comandato da ufficiali polacchi e veniva sciolto dopo la fine del conflitto).
Diversi anni prima dell'Unione di Lublino, l'obrona potoczna fu riformata, poiché il Sejm (il parlamento nazionale della Polonia) legiferò nel 1562-1563 la creazione del wojsko kwarciane (dal nome di kwarta, il tipo di imposta riscossa sulle terre della corona allo scopo di mantenere questa formazione). Questo corpo veniva mantenuto anche dal re e, in tempo di pace, contava circa 3 500-4 000 uomini secondo Bardach; Brzezinski fornisce un intervallo compreso tra 3 000 e 5 000. Era composto principalmente da unità di cavalleria leggera presidiate dalla nobiltà (szlachta) e comandate da degli etmani. Spesso, in tempo di guerra, il Sejm legiferava un aumento temporaneo delle dimensioni del wojsko kwarciane.

## Storia operativa

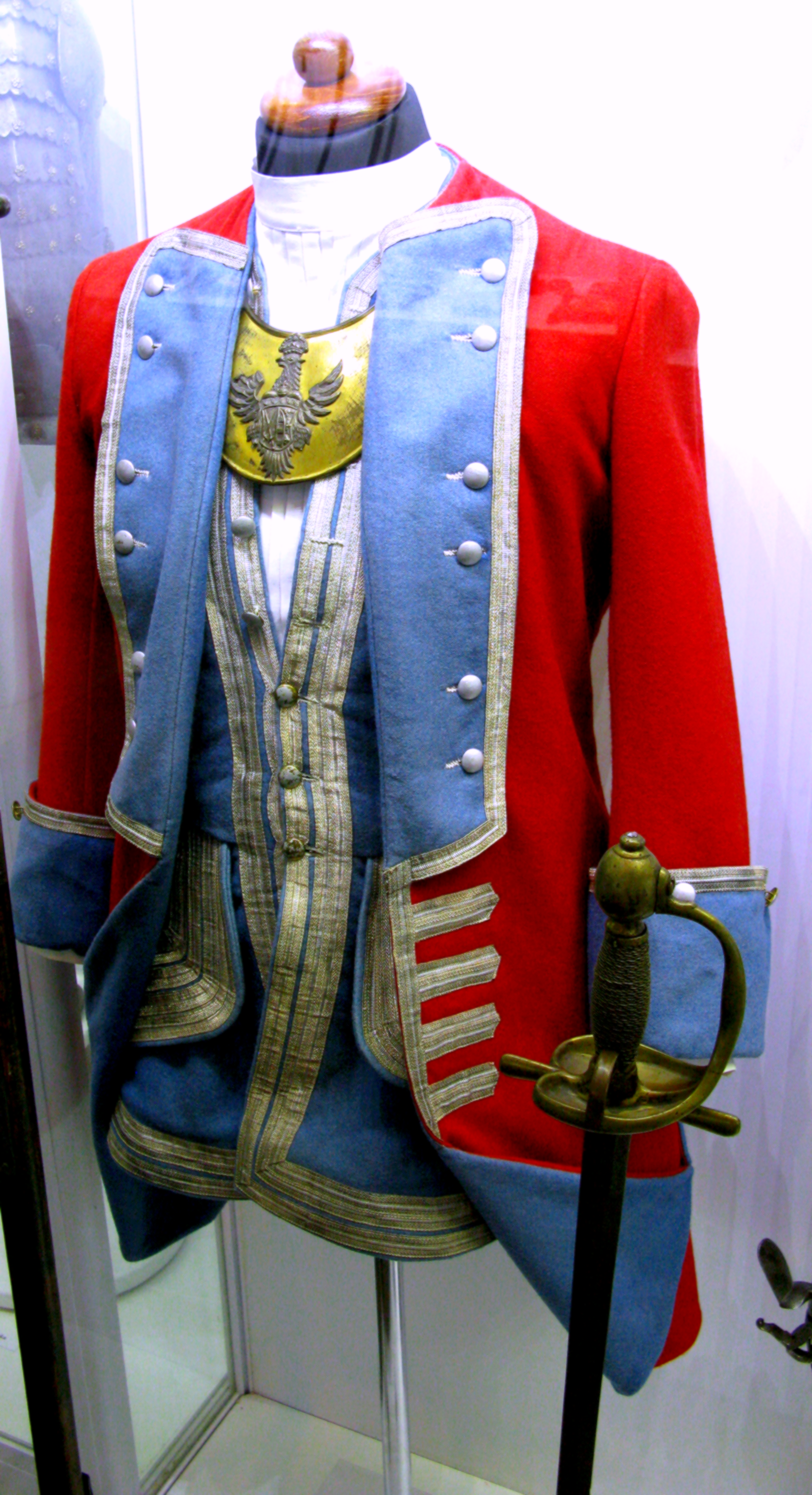
Uniforme da ufficiale della guardia reale polacca, 1732

Al suo apice, la Confederazione comprendeva i territori delle attuali Polonia, Lituania, Ucraina, Bielorussia, Lettonia, Estonia e Russia. L'esercito fu impegnato su tutti i fronti, con l'eccezione di quelli occidentali che confinavano con il Sacro Romano Impero, che erano relativamente pacifici. Nei suoi primi decenni, i conflitti maggiori in cui il paese venne coinvolto furono la campagna di Livonia di Stefano Báthory, la guerra dei magnati di Moldavia, la ribellione di Danzica e la guerra contro Sigismondo. All'inizio del XVII secolo ci furono numerosi conflitti con la Svezia, con gli ottomani e con i russi (guerra polacco-moscovita, e la guerra di Smolensk). Lo stato soffrì anche di una serie di insurrezioni cosacche, culminate nella devastante rivolta di Chmielnicki del 1648. Questo periodo vide anche le gesta di alcuni dei più talentuosi comandanti militari dello Stato: Stanisław Żółkiewski (1547-1620), Jan Karol Chodkiewicz (1560-1621), Stanisław Koniecpolski (1593-1646) e Stefan Czarniecki (1599-1665). Il paese riuscì a mantenere il suo peso nella maggior parte di questi conflitti ed ebbe una serie di importanti vittorie su tutti i fronti, come la battaglia di Kircholm, la battaglia di Klushino, e l'occupazione momentanea di Mosca. Tuttavia, l'insurrezione di Chmielnicki, insieme alla guerra russo-polacca e al diluvio svedese, avvenuti nello stesso periodo degli anni '50 del XVI secolo, si rivelarono devastanti per il paese, con la conseguente perdita della maggior parte dell'Ucraina alla Russia nel trattato di Andrusovo nel 1667. Nel 1683 la Confederazione ebbe la sua ultima grande vittoria, che risuonò sulla scena europea, la vittoria nell'assedio di Vienna contro i turchi, ottenuta grazie al re Giovanni III Sobieski. Nel corso del XVIII secolo, le potenze limitrofe (per lo più Russia, Svezia, Prussia e Sassonia) combatterono diverse guerre per il controllo dei territori del paese delle Due Corone, in particolare durante la grande guerra del Nord. Alla fine del XVIII secolo una serie di conflitti interni e guerre con i nemici stranieri (la guerra della Confederazione di Bar) portarono allo scioglimento della Polonia-Lituania e alla spartizione della maggior parte dei suoi territori tra le altre potenze europee. I tentativi finali di preservare l'indipendenza dello stato, comprese le riforme politiche del Grande Sejm, alla fine fallirono sul fronte militare, con le sconfitte nella guerra polacco-russa del 1792 e, l'insurrezione di Kościuszko del 1794 che alla fine si concluse con la spartizione finale della Polonia e nella sua dissoluzione.

## Composizione

### Organizzazione

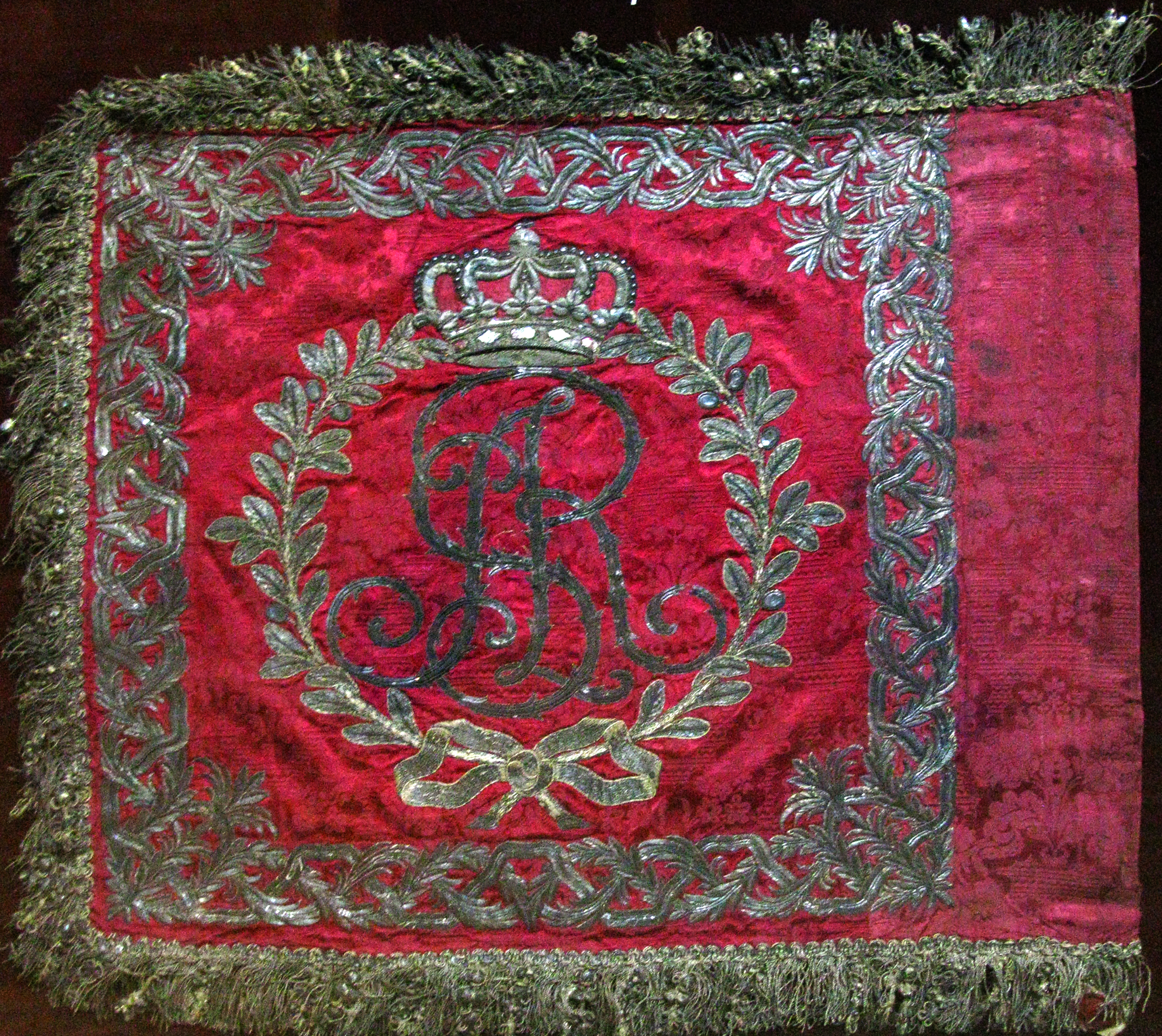
Stendardo dello squadrone di cavalleria polacco-lituano

Al tempo della formazione dello Stato, c'erano poche differenze pratiche tra le componenti polacca e lituana; la componente lituana formava circa un quarto o un terzo dell'esercito.  L'esercito era organizzato secondo diversi modelli, con la divisione primaria in due "contingenti" o "arruolamenti" (o in polacco: autorament): nazionale e straniero. Il nome era applicato ai tipi di formazione, regolamenti e quadri ufficiali; la maggior parte delle reclute regolari dei due contingenti provenivano dalle terre dello stato, in particolare a partire dal 1630. Le unità nazionali includevano la cavalleria towarzysz (compresi gli ussari alati e le unità leggere dei pancerni (polacche) e dei petyhorcy (lituane) e alcune unità di cavalleria leggera, e la fanteria; mentre le unità straniere erano formate principalmente da unità di fanteria e artiglieria, con i reparti di dragoni che acquisirono importanza a partire dal 1620, mentre i corpi dei raitri poco dopo.
Il contingente nazionale polacco-lituano era organizzato in formazioni tradizionali risalenti al periodo medioevale, con unità chorągiew (ovvero "stendardo"), comandata da un rotmistrz e composta da piccoli poczet ("lancia"), ciascuno composto da un towarzysz e un numero variabile di aiutanti. Le dimensioni di un chorągiew potevano variare da un minimo di 60 a un massimo di 300 uomini. Due o più choragwie (raramente in più di una dozzina e mai più di una quarantina) formavano un reggimento (pułk), un tipo di unità simile alla moderna divisione o al corpo d'armata. Il suo comandante era noto come pułkownik (colonnello). Il contingente straniero era organizzato in reggimenti, spesso in numero tra 500 e 1.000, e diviso in compagnie.  Il re Giovanni III Sobieski fece un tentativo nel 1670, di sostituire le divisioni dei contingenti nazionali e stranieri, con una singola struttura, dividendo le unità in fanteria, cavalleria e dragoni, ma ci sarebbero voluti molti decenni prima che queste riforme portassero a dei risultati.

### Formazioni e loro evoluzione

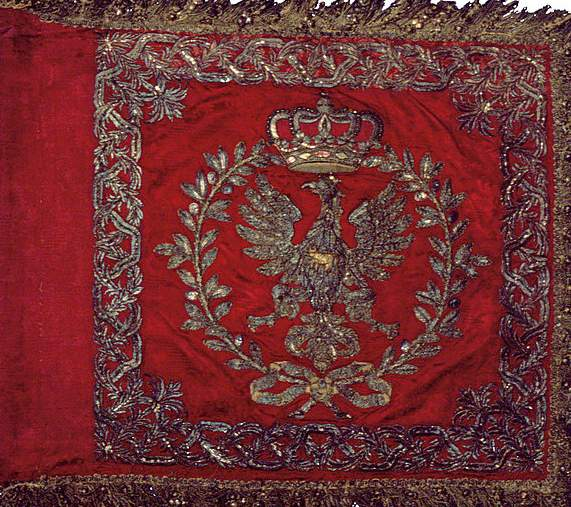
Una delle brigate della famosa cavalleria polacca

Dopo la creazione della Confederazione, furono introdotti diversi nuovi tipi di unità. I primi tra questi furono i cosacchi registrati, formati nel 1578. Truppe composte da cosacchi, pagate per il loro servizio e non soggette a servitù. Il loro numero variava da circa 500 fino a numero molto superiore, con il Trattato di Zboriv che stabiliva il numero record di 40.477. Il rifiuto dei cosacchi di sottomettersi alla servitù, e il tentativo di forzarli da parte della nobiltà, portò a molte discussioni politiche in merito alle dimensioni del corpo dei cosacchi registrati, e a numerose insurrezioni cosacche, in particolare nel XVII secolo. Queste indebolirono lo stato e alla fine portarono alla sottomissione e alla distruzione dei cosacchi da parte dell'Impero russo. Oltre alle formazioni cosacche, un altro gruppo che forniva un notevole servizio allo stato erano i tatari, alcuni dei quali risiedevano in Lituania, ed erano soggetti alla Confederazione. Conosciuti come tatari di Lipka, fornirono alcune unità di cavalleria leggera e media per l'esercito lituano.
Alla fine del XVI secolo, durante il regno di Stefano I Báthory (1576-1586), venne creata una formazione basata sullo coscrizione di contadini, piechota wybranicka (lett. "fanteria scelta") nota anche come piechota łanowa (lett. "fanteria di łanowa", cioè di porzione di terra coltivabile). Formato solo da contadini appartenenti alle terre di proprietà reale, che ricevevano un'unità di terra (łan) in cambio del servizio militare. La formazione contava circa 2.300 uomini e dopo le prime delusioni non fu mai visto di grande valore militare . Complementavano le poche unità di fanteria degli aiduchi, che servirono in Polonia principalmente verso la fine del XVI e XVII secolo.  Nel 1655 fu creata una nuova unità di fanteria, lo żołnierz dymowy o żołnierz łanowy  (ovvero camino o soldato del łan, ribattezzato con il nome del tipo di imposta applicata). Era richiesto a tutte le terre, sia che fossero possedute dal re, dai nobili o dalla Chiesa, di fornire reclute contadine, ed era applicato un requisito simile alle città.
A partire dal 1613, le crescenti inefficienze del governo centrale, così come un aumento delle minacce straniere, portò alla creazione di una forza di difesa territoriale locale, noto come żołnierz  powiatowy (soldati del distretto di Powiat). Le formazioni di artiglieria, inizialmente composte da stranieri, furono riformate nel 1630, con una nuova tassa riscossa per sostenerle. In questa occasione ci fu anche l'introduzione del posto di Generale dell'Artiglieria nell'esercito.  A metà del XVII secolo, il numero di wojsko zaciężne e kwarciane si rivelò insufficiente, il che portò alla creazione dello wojsko komputowe (dal nome di komput, un documento approvato dal Sejm). Il wojsko komputowe ammontava nel 1649 a 26.000 coscritti. Allo stesso tempo, il wojsko kwarciane fu sciolto e la kwarta si diresse verso le forze di artiglieria appena create.  Brzezinski nota che il wojsko kwarciane fu sciolto in seguito alla sua sconfitta nella battaglia di Batoh nel 1652. Nel 1659, a seguito di una serie di guerre, l'esercito riformato contava circa 54.000-60.000 truppe; da quel momento in poi diminuì sempre di più, poiché il paese, impoverito dalle guerre, non sarebbe stato più in grado di sostenere un simile numero.
Un'altra componente dell'esercito era costituita dai vari eserciti privati posseduti dai magnati più potenti. In tempo di pace, queste armate consistevano di solito di piccoli reggimenti di alcune centinaia di uomini, ma al loro estremo potevano contare fino a 10 000, tra cui cavalleria e artiglieria. In alcuni casi il contributo dei magnati avrebbe potuto superare quello dell'esercito statale in prima linea, sebbene spesso i magnati preferissero non rischiare la vita delle proprie truppe, poiché non venivano compensati dallo stato per i loro contributi. Le truppe erano pagate ed equipaggiate dalle famiglie più ricche appartenenti alla nobiltà, come quelle dei Opaliński, Lubomirski, Potocki, Ossoliński, Zamoyski, Koniecpolski, Sieniawski, Żółkiewski, Sapieha, Chodkiewicz, Pac e Radziwiłł. Questo fu uno dei motivi per cui i magnati ebbero un ruolo importante nella politica polacca e, a volte, fu permesso loro di impegnarsi in sanguinose guerre civili (come la guerra civile lituana nel 1700) tra di loro.
Allo stesso modo, forze occasionali della guardia cittadina e della milizia furono schierate da alcune città. La più imponente guardia cittadina apparteneva al porto di Danzica (Danzica), che nel 1646 vantava 12 compagnie di fanteria per un totale di 6 000 uomini. C'era anche un piccolo reggimento di guardie reali, pagato direttamente dal re. In tempo di pace, la guardia reale contava circa 1 200 uomini, ma sarebbe stata spesso ampliata durante il periodo di guerra. La forza reale comprendeva uno stendardo di ussari, un'unità di cavalleria reiter e un'unità di fanteria, basata sul modello "straniero". Infine, vi furono anche alcune milizie irregolari o truppe mercenarie che non ricevettero alcun compenso ufficiale ma operarono con il permesso del governo e furono autorizzati a conservare il loro bottino; il più notevole di questi fu il gruppo mercenario di Lisowczycy che operò nella prima metà del XVII secolo.
Sia lo stato sia i magnati sostenevano la costruzione e il rinnovamento di diverse fortificazioni (come il castello di Kamianets-Podilskyi).

### Struttura di comando
L'esercito della Confederazione era comandato dal re, sotto il quale servivano quattro etmani: due Grandi Etmani (il Grande Etmano della Corona e il Grande Etmano di Lituania) e due Etmani di campo (l'Etmano Reale di Campo e l'Etmano Lituano di Campo). L'istituzione dell'ufficio dell'Etmano è della fine del XV secolo come conseguenza dell'introduzione del wojsko zaciężne e della necessità di comandanti dell'esercito più professionali di quelli che il re poteva normalmente fornire. Entro il 1530 l'istituzione degli etmani si evolse in quello di uffici regolari che sarebbero esistiti sia in Polonia che in Lituania per i prossimi tre secoli. Dal 1581 divenne ufficialmente un'istituzione permanente. L'etmano aveva il diritto di eseguire una giustizia sommaria sul campo. Il Grande Etmano della Corona aveva il diritto di mantenere i suoi rappresentanti nell'Impero ottomano, questo gli permetteva di influenzare le relazioni tra la Polonia e gli ottomani e pose anche le basi per i primi servizi segreti polacchi.  Il deputato dell'etmano era noto come regimentarz e poteva sostituire un etmano su base temporanea.

## Marina Militare
La Marina della Confederazione era piccola e ricoprì un ruolo relativamente secondario nella storia dello stato. Pur avendo accesso al Mar Baltico, né la Polonia né la Lituania disposero di una marina significativa durante la loro storia. Nel XVI secolo, quando la Polonia e la Lituania furono coinvolte in conflitti in Livonia, il re polacco Sigismondo II Augusto sostenne le operazioni dei corsari, ma ciò incontrò l'opposizione del porto principale della Polonia, Danzica, che li considerava una minaccia per i suoi interessi commerciali. Ciò portò allo sviluppo di un porto privato a Puck. All'inizio del secolo, la Polonia, governata dal Casato di Vasa fu coinvolta in una serie di guerre contro la Svezia per il dominio del Mar Baltico. I re Vasa tentarono di creare una flotta adeguata e Ladislao IV Vasa costruì un porto dedicato per la marina reale a Władysławowo, ma i loro tentativi incontrarono ripetuti fallimenti, a causa della mancanza di fondi nel tesoro reale (vedendo poco bisogno della flotta, la nobiltà polacca si rifiutò di aumentare le tasse per la sua costruzione e la città di Danzica continuò a opporsi all'idea di una flotta reale). Sebbene Ladislao avesse acquistato 12 navi, queste furono vendute tra il 1641 e il 1643, segnando la fine della Marina del paese.

## Logistica e tattica
A causa della mancanza di un sistema logistico centralizzato, gli eserciti polacchi erano gravati da grandi treni di bagagli. In una certa misura, questo fu trasformato in un vantaggio con lo sviluppo della fortezza di carri (tabor), che di solito trasporta provviste militari. L'uso dei carri per le formazioni difensive fu usato perfezionato dai cosacchi e, in misura minore, usato da altre unità del paese.  L'esercito faceva affidamento sulla cavalleria, che la nobiltà considerava come un tipo di truppa molto più rispettabile della fanteria. Nonostante le riforme del XVII secolo, la cavalleria nel XVIII secolo perse gran parte del suo significato militare; la ragione principale di ciò era la mancanza di finanziamenti sufficienti.

## Problemi e riforme
Con la crescente influenza delle potenze straniere nello stato, il Sejm che era comandato dalla Russia, nel 1717 dichiarò che le dimensioni dell'Esercito dovevano di essere 24.200 effettivi (18.000 per la Polonia e 6.200 per la Lituania). A causa dell'insufficiente tassazione, l'esercito spesso non veniva pagato correttamente, e questo spiega i numeri esigui dell'esercito nella metà del XVIII.
Lo Stato aveva abbastanza fondi per schierare un esercito di circa 24.000 unità, mentre gli eserciti degli stati vicini, spesso erano 12 volte più grandi: l'esercito imperiale russo contava 300.000 uomini; l'esercito prussiano e l'esercito austriaco 150.000, e pochi decenni dopo, quando la Confederazione poté schierare un esercito di circa 16.000, gli eserciti prussiano e austriaco erano saliti a 200.000. Le dimensioni dichiarate dell'esercito polacco furono ulteriormente esagerate, poiché parte dei fondi andò persa a causa della corruzione. La prima metà del XVIII secolo, in seguito alla dichiarazione del Sejm, segna il nadir dell'esercito polacco-lituano, in quanto privo di fondi e addestramento, e venne principalmente usato per scopi cerimoniali. L'unica riforma utile di questo periodo fu l'introduzione di un bilancio stabile (anche se gravemente insufficiente) per i militari. Inoltre, le unità dell'esercito non retribuite si ammutinavano e creavano delle konfederacja, che occupavano le terre polacche fino a quando non venivano pagate adeguatamente o avevano saccheggiato abbastanza per soddisfarsi.
La tendenza si ribaltò dopo l'elezione dell'ultimo re di Polonia, Stanislao II Augusto, nel 1765 e l'introduzione del nuovo organo di governo, il Consiglio permanente, nel 1775. Il dipartimento militare del consiglio tentò di modernizzare l'esercito e di aumentarne le dimensioni (anche se non si raggiunse mai l'obiettivo prefissato di 30.000).  Una grande riforma militare avvenne con l'adozione della Costituzione del 3 maggio 1791, che stabiliva che l'esercito doveva essere costituito da 100.000 uomini(il numero esatto sarebbe stato fissato solo il 22 maggio 1792, con 25.654 truppe di cavalleria e 72.910 di fanteria). Fu introdotta una nuova legge sulla coscrizione, che colpiva tutte le terre (reali, nobili e di proprietà della Chiesa). Con i giorni della Confederazione contati, la Costituzione non fu mai completamente attuata nella pratica, anche se la nuova Commissione Militare vide l'esercito arrivare a 65.000 prima della guerra contro la Russia nel 1792. Dopo la sconfitta in quest'ultima guerra e la revoca della Costituzione, l'esercito fu ridotto a circa 36.000. Nel 1794 i russi chiesero un ulteriore ridimensionamento dell'esercito a 15.000 e questo atto costituì la scintilla che porterà all'attacco finale dell'esercito (e del paese) con l'insurrezione di Kościuszko.